# Љупчо Мешков
Љупчо Мешков је македонски министар за рад и социјалну политику. Рођен је у Скопљу. Дипломирао је на правном факултету Универзитета Свети Ћирило и Методије (Свети Кирил и Методиј) у Скопљу. Професионалну каријеру ја отпочео у Фонду за пензионо и инвалидско осигурање Македоније где је запослен 1973. године. У Фонду за пензионо и инвалидско осигурање је вршио више руководећих и саветничких функција. У периоду од 2000. до 2002. године био је генерални директор фонда. Као посланик Либералне партије Македоније био је члан скупштинског састава од 1994. до 1998. године и од 2002. до 2006. године, а добио је и мандат на последњим парламентарним изборима 2006. године. Љупчо Мешков је такође био и члан председништва спортског друштва Вардар од октобра 1993. до септембра 1994. године. Ожењен је и има двоје деце. 